# Vaaljärvi
Vaaljärvi är en sjö i Finland. Den ligger i kommunen Eura i landskapet Satakunta, i den sydvästra delen av landet, 180 km nordväst om huvudstaden Helsingfors. Vaaljärvi ligger 40,9 meter över havet. Arean är 84,6 hektar och strandlinjen är 5,17 kilometer lång. Sjön  ingår i Lapinjokis huvudavrinningsområde. 